# Референдум в Гагаузии (2014)
Референдум в Гагаузии 2014 — два референдума (законодательный и консультативный) которые состоялись 2 февраля 2014 года в Гагаузии. Инициатива о проведении плебисцита поступила со стороны фракции коммунистов. Её председатель Роман Тютин отметил, что Гагаузия обладает достаточными полномочиями для участия не только во внутренней, но и во внешней политике Молдовы. Инициатива о проведении плебисцита была озвучена 30 ноября 2012 года. Более 96% избирателей проголосовало за право Гагаузии «на внешнее самоопределение» и вступление Молдовы в Таможенный союз Беларуси, Казахстана и России.

## Предпосылки и правовые конфликты
27 ноября 2013 года Народное собрание Гагаузии приняло решение о проведении 2 февраля 2014 плебисцита относительно будущего автономии. Это решение было принято накануне Вильнюсского саммита Восточного партнерства, где Молдова парафировала соглашение об ассоциации с Европейским Союзом.
По законодательству Молдовы, только Центральная избирательная комиссия Республики Молдова имеет право организовывать местные референдумы, поэтому постановление Народного собрания Гагаузии о референдуме было приостановлено решением суда в Кишиневе. В ответ власти Гагаузии приняли закон о создании собственного Конституционного суда, чтобы юридически оформить независимость от молдавской судебной системы.
Генеральная прокуратура Кишинёва открыла уголовные дела по факту подготовки «незаконного референдума». 3 января 2014 года суд Комрата (административный центр автономии) признал незаконным постановление Народного собрания Гагаузии «Об отложенном статусе народа Гагаузии на внешнее самоопределение». Народное собрание Гагаузии приняло решение не признавать решения Комратского суда , апелляции подано не было .
Во время визита в Гагаузию премьер-министра Юрие Лянкэ и председателя парламента Молдовы Игоря Кормана,  депутаты Народного собрания были предупреждены, что результаты референдума не будут иметь никакой юридической силы. Референдум проведен на средства «собранные населением автономии» без привлечения государственных средств. В частности, значительные суммы выделили российские бизнесмены молдавского происхождения Юрий Якубов и Ренато Усатый. Поскольку референдумы объявлены вне закона, ЦИК Молдовы не выдал печатей, поэтому люди голосовали ручкой. На территории Гагаузии было открыто 62 избирательных бюро.

## Результаты
Явка избирателей: 70,04% (70355 человек).
- За принятие проекта закона АТО Гагаузия «Об отложенном статусе народа Гагаузии на внешнее самоопределение» проголосовало 68023 избирателей, против - 1324.
- За вступление Молдовы в Таможенный Союз (Россия-Беларусь-Казахстан) проголосовало 68182 избирателей, против - 1057.
- За вступление Молдовы в ЕС проголосовало 1718 избирателей, против - 66643 [5].